# Casa Ipàtiev

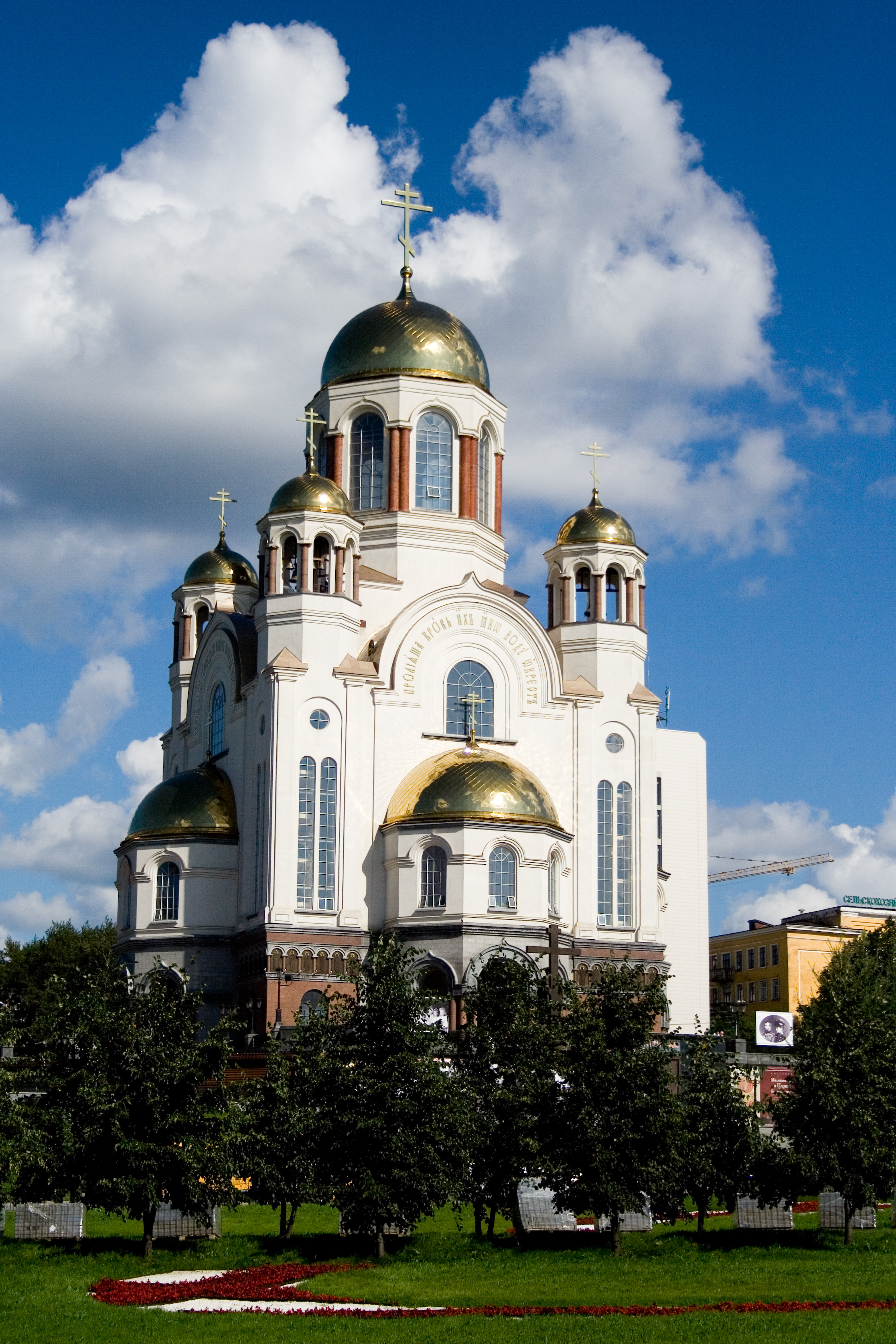
Església construïda al lloc on hi havia la casa Ipàtiev

La casa Ipàtiev (en rus Дом Ипатьева, Dom Ipàtieva), enderrocada el 1977, fou la llar d'un comerciant a Iekaterinburg (Rússia). En aquesta casa assassinaren el tsar Nicolau II de Rússia i diversos membres de la seva família (la seva esposa i tots els seus fills), a més dels servents, durant la Revolució bolxevic. El seu nom és idèntic al del Monestir d'Ipàtiev a Kostromà, des d'on els Romànov arribaren al tron.

## Història
A la dècada de 1880, Ivan Redíkortsev, un funcionari involucrat en la indústria minera, encarregà una casa de dos pisos que es construí al vessant d'un turó. Tenia una façana de 31 metres. El 1898, la mansió passà a I. Xaràviev, un comerciant d'or de mala reputació. Deu anys més tard, la casa fou adquirida per Nikolai Ipàtiev, un enginyer militar, que convertí la planta baixa en la seva oficina.
El tsar, la seva esposa Alexandra, les seves quatre filles (Olga, Tatiana, Maria i Anastàsia) i el seu fill Aleix, a més del doctor Ievgueni Botkin, l'assistent Anna Demídova, el cuiner Ivan Kharitónov i el majordom Aloïzi Trupp foren assassinats a la casa Ipàtiev per un esquadró de la policia secreta bolxevic sota el comandament de Iàkov Iurovski, entre el 16 i el 17 de juliol de 1918.
El 1977, el llavors primer secretari de la regió, Borís Ieltsin, ordenà la demolició de la casa Ipàtiev. Després de la caiguda de la Unió Soviètica, sobre aquest lloc es construí una Església Ortodoxa.